# 海兴镇
海兴镇，是中华人民共和国黑龙江省绥化市海伦市下辖的一个乡镇级行政单位。

## 行政区划
海兴镇下辖以下地区：
中信村、海兴村、新权村、长胜村、自治村、众兴村、民和村、永进村、丰顺村和民醒村。